# Asalto a Giurgiu
El asalto a Giurgiu (en rumano: Furtuna de la Giurgiu; en turco: Yergöğü'nün basılması), para los rusos asalto a Zhurzha (en ruso: Штурм Журжи), fue un episodio bélico enmarcado en la guerra ruso-turca de 1768-1774.
El asalto a la fortaleza de la ciudad de Giurgiu, entonces parte del Eyalato de Silistra (el eyalato más septentrional del Imperio otomano), supuso una victoria para las fuerzas del Gran visir otomano Mehmed Pacha que pudieron recapturar algo de terreno que estaban perdiendo ante el pujante avance ruso dirigido por el comandante Gregorio Potemkin.

## Contexto
Girgiu fue atacada infructuosamente por las fuerzas bajo el mando de Gregorio Potemkin, Christopher von Stoffeln, Alejandro Zamiatin y Pedro Tekeli del 4 al 7 de febrero de 1770. Al año siguiente, Piotr Olitz recibió órdenes de asediar la ciudad, que cayó con muchas perdidas de sus defensores tras una semana de asedio que empezó el 17 de febrero y terminó el 24 de febrero de 1771. Sin embargo, el gran visir otomano Muhsinzade Mehmed Pasha marchó con sus tropas y recapturó la ciudad tras un rápido asedio que duró del 27 al 29 de mayo de 1771.
Tan sólo unos días después de perder la ciudad, el comandante ruso de la zona, el conde Piotr Rumiántsev ordenó a su oficial, el príncipe Nikolái Repnin que marchase a ella y la tomase. El príncipe Repnin encontró esta orden imposible de cumplir, pues contaba con una fuerza de 5000 soldados (4377 de infantería y 700 de caballería) y se calculaba que la fuerza otomana en la ciudad podía estar entre lo 15 000 y los 25 000 soldados. Las condiciones meteorológicas, con ríos desbordados en la zona y puentes derruidos, no ayudaba. Rumiántsev no aceptó ninguna excusa e insitió en que Repnin tomase la plaza. Fingiendo mala salud, Repnin consiguió un permiso temporal para abandonar el frente el 25 de junio, siendo reemplazado por el oficial alemán báltico Wilhelm von Essen.
Rumiántsev reforzó el destacamento de Essen hasta contar con 6000 soldados con los que marchó a Giurgiu. Debido a las inundaciones, la fuerza de Essen debió construir un puente para continuar su ruta a la ciudad, que se hizo el 2 de agosto de 1771. El 7 de agosto llegó a ella y la puso bajo asedio.

## Asedio
Essen avanzó en 3 columnas con 15 soldados de frontal en cada una flanqueadas por soldados con escalas, fajines y planchas de asedio. Además, 400 soldados tras la fuerza principal llevaban equipo de trinchera para asaltar las posiciones otomanas y causar pánico entre sus filas. Esto fue contrario al planteamiento de Rumiántsev, que se basaba en un asalto tradicional precedido por un bombardeo de artillería. La táctica de Essen no obtuvo la sorpresa esperada y resultó en una catástrofe con casi toda la vanguardia del asalto muerta a manos de los defensores otomanos.
Al final, el asedio se volvió un fracaso. Essen perdió en total un tercio de su fuerza (2000 soldados) y los comandantes de las tres columnas (Iván Gudóvich, Piotr Czartoryski y Olufiev) fueron heridos. Czartoryski de gravedad, muriendo arrastrado por sus hombres de vuelta al campamento y convirtiéndose en unos de los 17 oficiales muertos en los asaltos.
Aunque no fue especialmente determinante, Mehmed Pasha estaba determinado a mantener Giurgiu y había implementado medidas para que esto fuese así. Entre sus planes estuvo el hacer el foso más profundo para que el agua de los desbordes penetrase en él y convertir su surco en un barrizal.

## Consecuencias
Los analistas militares e historiadores han venido a señalar múltiples causas por las que el asalto de Essen fracaso, pero especialmente se destacan el no utilizar la artillería rusa de manera efectiva, no proveer de suficiente equipo de asalto a sus soldados para poder atacar en grandes números. Esto causó que ninguna de las tres columnas llegase nunca a escalar la fortificación otomana. Los hombres de Essen estuvieron bajo fuego mientras colocaban la equipación de asalto y luego fueron rechazados por piqueros en los muros al no poder subir los suficientes como para hacerles retroceder.
Con su fuerza seriamente mermada, Wilhelm von Essen se retiró de Giurgiu a la desembocadura del Dâmbovița y después a Gruia. En su informe, Von Essen describió el asedio como una «desventura» que «amenazó a mi propia vida».
La lucha final por Giurgiu durante la guerra ruso-turca de 1768-1774 fue en una batalla el 12 de septiembre de 1771 en la que los otomanos volvieron a salir victoriosos.